# Faktura (struktura)
Faktura – charakterystyczna struktura powierzchni przedmiotu, wynikająca z właściwości fizycznych materiału, z którego jest zrobiony, albo sposobu jego obrobienia.
Może ona być gładka, chropowata, falista, niejednolita, pomarszczona. Często określana jest przez porównanie do innego materiału mającego specyficzny i ogólnie rozpoznawalny wzór powierzchni (na przykład faktura aksamitna, skórzasta, płócienna). Zwyczajowo fakturę nazywa się dużą, jeżeli znacznie odbiega od gładkości.